# Manoir de Louâtre
Le manoir de Louâtre est un manoir situé à Louâtre, en France.

## Localisation
Le manoir est situé sur la commune de Louâtre, dans le département de l'Aisne.

## Historique
Le monument est inscrit au titre des monuments historiques en 1928.